# تاولانت سيفيري
تاولانت سيفيري (بالألبانية: Taulant Seferi‏) (15 نوفمبر 1996 بكومانوفو في جمهورية مقدونيا - ) هو مدرب كرة قدم ولاعب كرة قدم ألباني في مركز الوسط. شارك مع منتخب جمهورية مقدونيا تحت 17 سنة لكرة القدم ومنتخب جمهورية مقدونيا تحت 19 سنة لكرة القدم ومنتخب مقدونيا تحت 21 سنة لكرة القدم ومنتخب مقدونيا لكرة القدم. أما مع النوادي، فقد لعب مع نادي رابوتنيتشكي ونادي يانغ بويز ونادي بني ياس الإماراتي.

## وصلات خارجية
- تاولانت سيفيري على موقع الاتحاد الأوربي (الإنجليزية)
- تاولانت سيفيري على موقع قاعدة بيانات كرة القدم.إي يو (الإنجليزية)
- تاولانت سيفيري على موقع ناشيونال فوتبول تيمز (الإنجليزية)
- تاولانت سيفيري على موقع Soccerway.com (الإنجليزية)
- تاولانت سيفيري على موقع عالم كرة القدم.نت (الإنجليزية)
- تاولانت سيفيري على موقع AS.com (الإسبانية)